# Maria Anholm
Maria Elisabeth Anholm, född Öberg 5 augusti 1851 i Stockholm, död 23 maj 1946 i Hellerup i Danmark, var en svensk kvinnosakskvinna, missionär och reseskildrare. Hon intresserade sig både för svenska arbetarkvinnors sociala situation och för armeniernas och jezidiernas utsatthet i Kaukasus. Hon var en av de första som använde folkmord som begrepp.

## Biografi
Maria Anholm växte upp i en köpmansfamilj. Hon studerade vid Högre lärarinneseminariet 1868–1871, men kom framför allt att arbeta som skribent. Hon gifte sig 1882 med den danske marinofficeren William Anholm och flyttade till Hellerup utanför Köpenhamn. Äktenskapet blev dock kortvarigt då hennes make dog redan efter två år. Hon kom aldrig att gifta om sig och fick heller inga barn. Maria Anholm stannade dock i Danmark. Hon författade flera böcker och skrev för både danska och svenska tidskrifter bl.a. Dagny, Hertha och Hemåt. Hon var även redaktör för Kvinden og Samfundet 1900–1901. Artiklarna behandlade ämnen som moderskapsförsäkring, skyddslagstiftning för kvinnor, sommarläger för industriarbeterskor, kvinnliga yrkesinspektörer och kvinnolöner inom industrin.

### Engagemang i arbetslivsfrågor
Genom ett stipendium från Stiftelsen Lars Hiertas Minne fick Maria Anholm möjlighet att år 1906 göra en studieresa till Tyskland och Schweiz där hon besökte olika typer av katolska och protestantiska hem för industriarbeterskor. I boken Fabriksarbeterskan, 1907, beskriver hon den fysiska och psykosociala miljöns menliga inverkan på fabriksflickorna. Hon menar att fabriksledningen borde hållas ansvarig för den moraliska andan på fabrikerna och att vinstintressen låg till grund för att cheferna inte gjorde tillräckligt. I boken diskuterar hon även de olika hem hon besökte under studieresan utifrån deras verksamhet, ekonomi, ordningsregler, förhållande till religionen och föreståndarinnornas roll. Maria Anholm framförde också önskemål för den svenska kontexten. Hon betonade betydelsen av hemtrevliga och trygga boendemiljöer, utbildning, kultur, natur och kristen tro för industriarbeterskornas hälsa och utveckling, något som också skulle gagna kommande generationer. I boken I anledning af en passus i yrkesfarekommitténs betänkande: Det personliga kapitalet och det sedliga ansvaret, 1912, fortsatte Maria Anholm att belysa kvinnornas arbetsmiljö.
Maria Anholms sociala engagemang kom också till uttryck i artiklar i tidskriften Dagny där hon bland annat uppmärksammade den amerikanska filantropiska föregångsgestalten Jane Addams verksamhet vid settlementhuset Hull House, som låg i en av Chicagos fattigaste stadsdelar. Där fick fattiga bland annat hjälp med bröstmjölk till spädbarn, tillgång till daghem, arbetsförmedling och rättshjälp.
Maria Anholm företog många studieresor. Hon besökte Italien 1878–1881 och 1885–1888, Kaukasus 1893 och 1901–1902 samt Frankrike 1891–1892. Resorna lade grunden till flera reseskildringar och studier där hon även diskuterar forskningsrön: Från Medelhafvets skönaste ö: sicilianska reseskildringar och studier, 1890, I Gogs och Magogs land. Skildringar och studier från en resa i Kaukasus, 1895, och Normandie, 1889. Ungdomsboken Vikingar och deras ättlingar,1892, blev prisbelönt av Fredrika-Bremer-Förbundet 1892.

### Engagemang i armeniernas situation
Efter sin andra resa till Kaukasus skrev Maria Anholm en bok om armeniernas situation, Det dödsdömda folkets saga, 1906. Hon beskrev de så kallade hamidiska massakrerna under åren 1894–1896 då mellan 100 000 och 150 000 armenier dödades i det Osmanska riket. I boken använde Maria Anholm beteckningen folkmord för att beskriva vad som drabbade armenierna och var förmodligen den första i Sverige att använda detta begrepp. Hon lade skulden på de turkiska myndigheterna och menar att de bedrev ett ”effektivt utrotningskrig”. Hon satte även in händelserna i ett vidare världspolitiskt sammanhang och menar att Europas inblandning, intriger och ömsesidiga avundsjuka också lett till dödandet av de kristna i osmanska Turkiet. Hon förutsåg att massakrerna skulle fortsätta, vilket också skedde. År 1915 dödades upp emot 2 miljoner armenier, assyrier/syrianer/kaldéer samt pontiska och anatoliska greker i det osmanska Turkiet.

### Engagemang i jezidiernas situation
Maria Anholm hade även ett mycket stort intresse för jezidierna som hon själv (felaktigt) benämner som jesider. Med sina skrifter, som beskrev folkgruppens historia, trosföreställningar och seder och bruk, samt grundandet av Svenska Jesidmissionen år 1922, gjorde hon många svenskar uppmärksamma på detta folk, som hon bland annat omskriver som ”smutsfolket”. Själv beskriver hon dem som skygga, förskrämda och fattiga trashankar.
Maria Anholm kom i kontakt med jezidierna genom sin syster, sjukgymnasten Ida Öberg, som bodde i Tbilisi. Tillsammans med Svenska Missionsförbundets (SMF) missionär Wilhelm Sarwe tog denna initiativ till ”teaftnar” dit jezidier kom. När Maria Anholm besökte Tbilisi berördes hon starkt av jezidiernas situation och såg till att Kvinnliga Missionsarbetare (KMA) stödde projektet som ett av sina missionsfält. Efter systerns död 1904 inleddes ett officiellt samarbete år 1905 mellan KMA och SMF i jezidmissionen. De försökte bygga barnhem, grundade en skola och såg till att byarna fick tillgång till hälsovård. Missionärerna höll också gudstjänster för intresserade jezidier.
Under första världskriget låg jezidmissionen nästan helt nere. KMA bad därför Maria Anholm att bilda en självständig kommitté 1922 som endast arbetade för jezidiernas sak. Maria Anholm var kommitténs ordförande, Anna Roos vice ordförande, Margit Stenberg kassaförvaltare och Etty Ribbing, Helene Rubow, Anna Eurenius och Eva Malmberg övriga medlemmar. Basen för Svenska Jesidmissionen låg i Malmö dit Maria Anholm kom varje år för att möta styrelsen. När Danmark var ockuperat under andra världskriget var dessa besök dock svåra att genomföra. Det var därtill omöjligt att sända ut medel till verksamheten på fältet. På grund av sin höga ålder önskade också Maria Anholm lägga arbetet i ”starkare händer” och 1945 tillsattes en ny styrelse med tre medlemmar: Arvid Bäfverfeldt från Svenska Kyrkans Missionsstyrelse, Georg Palmer från SMF och Märta Josephson från KMA. Maria Anholm var dock intill sin död engagerad för jezidiernas sak.
Maria Anholm dog 1946. Därefter bedrevs missionsarbetet genom The United Mission in Mesopotamia, med ekonomiskt bistånd från Sverige, intill år 1952 då Svenska Jesidmissionen avslutade sin verksamhet. Maria Anholms insatser för jezidierna har lyfts fram först på senare år, bland andra av den svensk-kurdiske författaren Rohat Alakom.